# تيانا أجدوكوفيتش
تيانا أجدوكوفيتش (بالصربية: Тијана Ајдуковић) مواليد 3 يونيو 1991 في باتشكا توبولا، جمهورية يوغوسلافيا الاشتراكية الاتحادية، هي لاعبة كرة سلة صربية. بدأت مسيرتها الاحترافية في سنة 2006. تلعب مع نادي براها لكرة السلة كلاعب وسط. يبلغ طولها 6 قدم 6 بوصة (2.0 م). حققت المركز الثاني في كرة السلة في ألعاب البحر الأبيض المتوسط 2009.

## الميداليات
| الميدالية | المسابقة                                     |
| --------- | -------------------------------------------- |
| فضية      | كرة السلة في ألعاب البحر الأبيض المتوسط 2009 |

## روابط خارجية
- تيانا أجدوكوفيتش على موقع الاتحاد الدولي لكرة السلة (الإنجليزية)
- تيانا أجدوكوفيتش على موقع كرة السلة الأوروبية.كوم (الإنجليزية)
- تيانا أجدوكوفيتش على موقع بروبوليرز (الإنجليزية)